# Bergerhöhle
Die Bergerhöhle (genaue Bezeichnung: Berger-Platteneck-Cosa-Nostra-Höhlensystem) – Katasternummer 1511/162 – ist ein Höhlensystem im Tennengebirge im österreichischen Bundesland Salzburg. Das Höhlensystem hat eine derzeit bekannte Gesamtlänge von 31 km und eine Gesamttiefe von 1300 Metern.
Die Höhle wurde 1966 von Salzburger Höhlenforschern entdeckt und in den folgenden Jahren erkundet. 1987 wurde der oberste Einstieg in 2000 Meter Seehöhe von einer französischen Forschergruppe befahren.
Die Forschungen in dem ausgedehnten Labyrinth sind noch nicht abgeschlossen.
Das Höhlensystem besteht aus folgenden Höhlen:
- Bergerhöhle 1511/162
- Bierloch 1511/163 (Wirreck Ostwand)
- Platteneck-Eishöhle  1511/164
- Wildsteighöhle 1511/186
- Cosa-Nostra-Loch 1511/455

Der Haupteingang der Bergerhöhle ist nur 30 mal 60 Zentimeter groß mit starker Bewetterung, die Platteneck-Eishöhle hat 10 Eingänge zwischen 1398 und 1600 Metern Seehöhe gelegen.